# Мортира Маллета
Мортира Ма́ллета — система сверхтяжёлой мортиры калибра 914 мм, разработанная в Великобритании в 1850-е годы по проекту конструктора Роберта Маллета и предназначавшаяся для обстрела сильно укреплённых фортификационных сооружений. Входит в число наиболее крупнокалиберных орудий за всю мировую историю. Были построены две мортиры этой системы, однако по итогам испытаний они не были приняты на вооружение. Оба орудия сохраняются по настоящее время в качестве музейных экспонатов.

## Предыстория
Начавшаяся осенью 1854 года осада Севастополя англо-французскими войсками выявила острую нехватку у союзников тяжёлой артиллерии, без которой оказалось практически невозможно разрушать фортификационные сооружения хорошо построенных крепостей. Для решения этой проблемы в Великобритании начались работы над проектированием крупнокалиберных осадных орудий.
Известный британский инженер ирландского происхождения Р. Маллет в 1830-40-е годы, исследовав распространение в грунте сейсмических волн от взрывов, пришёл к выводу о необходимости создания орудий, взрывы снарядов которых создавали бы локальный эффект, схожий с землетрясением. В таком случае отпадала надобность точного прямого попадания в цель — одних лишь сейсмических колебаний грунта могло быть достаточно для её разрушения. Многие источники полагают, что Маллет был пионером в области изучения сейсмического эффекта взрыва.
Наилучший сейсмический эффект достигался при значительном заглублении снаряда в грунт, что могло быть достигнуто в те годы лишь при его падении со значительной высоты; самому же снаряду для этого было важно придать максимально возможную массу. Это, в свою очередь, могло быть осуществлено за счёт резкого увеличения калибра орудия и выпуска снаряда при большом угле возвышения. Соответственно, требовалось создать мортиру (орудие, выбрасывающее снаряд под большим углом), стрелявшую тяжёлыми бомбами весом около тонны. Именно такое орудие и задумал спроектировать Маллет, остановившись на беспрецедентно большом калибре в 914 мм (36 дюймов или 1 ярд). При этом сложнейшей проблемой становился огромный вес такой системы — 42 тонны при упомянутом калибре — что при тогдашнем уровне развития техники не позволяло транспортировать её на сколь-либо значительное расстояние с приемлемой скоростью. Выход был найден благодаря разработанной Маллетом разборной конструкции ствола орудия.

## Конструкция орудия
Проект Маллета предусматривал создание типичной мортиры — короткоствольного (длина ствола всего 3,67 калибров) орудия, предназначенного для стрельбы по очень крутой траектории, однако небывало крупного для середины XIX века размера. Ствол мортиры состоял из девяти частей, вес каждой из которых уже позволял осуществлять перевозку любым транспортом без значительных проблем. Зарядная камора была значительно у́же, чем основной канал ствола, поскольку считалось, что относительно небольшого количества пороха, помещавшегося в неё, будет достаточно для заброски бомбы на те дистанции, на которых предполагалось вести огонь.
Как и все тяжёлые британские орудия того периода мортира Маллета была дульнозарядной; бомбы подавались к дулу при помощи лебёдки. Мортира стреляла сферическими бомбами, весившими, в зависимости от типа и снаряжения, от 1067 до 1334 кг (от 2352 до 2940 английских фунтов). Назывался вес наиболее тяжёлого типа бомбы и в 1354 кг (2986 фунтов). Для удобства транспортировки и крепления к крюку лебёдки бомбы снабжались «ушками». Метательный заряд состоял из 37,7 кг (83 фунтов) дымного пороха. 
Предполагалась транспортировка орудия в разобранном состоянии, сборка осуществлялась бы уже при установке на позицию. Мортира устанавливалась на неподвижное основание (в боевых условиях это была бы земляная насыпь) так, чтобы дно ствола было расположено под углом 45° к вертикали, причём под орудие должны были подкладываться три слоя деревянных брусьев. Необходимый угол возвышения мортиры достигался путём изменения расположения этих брусьев.

## Постройка и испытания
Проект мортиры был окончательно выработан Маллетом в 1854 году. Первоначально конструктор, продвигая свою систему, не достиг успеха, однако в марте 1855 года (в условиях, когда осада Севастополя затягивалась) ему удалось добиться аудиенции у премьер-министра лорда Пальмерстона и сделать презентацию орудия. Это возымело действие: премьер, весьма впечатлённый проектом, санкционировал производство двух мортир для проведения всесторонних испытаний.
Заказ на изготовление орудий получила лондонская фирма «Тэмз Айронуоркз» при объявленной цене 4300 фунтов за каждую. Постройка мортир, однако затянулась из-за финансовых сложностей, которые испытывала компания-производитель. Эти трудности привели к банкротству компании и последующей передаче работ над орудиями трём другим компаниям. В результате мортиры поступили заказчику уже после завершения севастопольской осады.
Одно орудие прошло стрельбовые испытания на полигоне 19 октября и 18 декабря 1857 года, 21 и 28 июля 1858 года. Были произведены в общей сложности 19 выстрелов. При использовании бомб весом 1067 кг дальность составила 2523 м (2759 ярдов); время полёта бомбы на эту дистанцию — 23 секунды. Скорострельность мортиры оказалась примерно четыре выстрела в час. После всех сделанных выстрелов орудие оказалось повреждённым, что привело к прекращению испытаний. Мортира Маллета была по итогам стрельб признана непригодной для реального боевого применения. Некоторые историки отмечают, что причиной появившихся в стволе орудия дефектов была не неудачная конструкция, а скорее плохое качество металла, которое и не могло быть улучшено в силу несовершенства металлургии середины XIX века.
Обе мортиры Маллета сохраняются до настоящего времени и доступны для обозрения: первая, прошедшая огневые испытания, установлена в г. Вулидж недалеко от Лондона. Из-за повреждений, вызванных стрельбой, некоторые детали орудия были заменены на деревянные. Вторая, не стрелявшая, является экспонатом музеев Королевской оружейной палаты в Форте Нельсон близ Портсмута.